# Ivan Todorović
Ivan Todorović (in serbo Ивaн Toдopoвић?; Belgrado, 29 luglio 1983) è un ex calciatore serbo, di ruolo centrocampista.

## Carriera

### Club
Cresciuto nelle giovanili del Partizan, club della sua città. Nel 2003 ha giocato col Teleoptik per una stagione, prima di passare allo Zeta, dove rimane per 2 stagioni.
Tra il 2006 e il 2009 gioca con i russi del KAMAZ.
Nel 2010 passa al Nacional nella massima serie portoghese.

### Nazionale
Nel 2006 prende parte con la Serbia e Montenegro Under-21 all'Europeo di categoria.

## Palmarès

### Club

#### Competizioni nazionali
- Coppa di Serbia: 1

Cukaricki Stankom: 2014-2015